# Данилевич, Гервасий Юлианович
Гервасий Юлианович Данилевич (1890—1916) — русский военный лётчик, герой Первой мировой войны.

## Биография
Родился 16 октября 1890 года, происходил из почётных граждан Волынской губернии.
Образование получил в 1-й Киевской гимназии, которую окончил в 1910 году. В следующем году поступил в Киевское военное училище, откуда выпущен 6 августа 1913 года подпоручиком в 1-й Сибирский понтонный батальон, с которым и вступил в Первую мировую войну. Высочайшим приказом от 6 июля 1915 года награждён орденом св. Георгия 4-й степени
За подвиги мужества и храбрости, оказанные во время атаки в ночь с 5 но 6 декабря 1914 г. у м. Суха.
9 ноября 1915 года награждён орденом св. Анны 4-й степени, 2 сентября 1915 года за боевые отличия произведён в поручики: «За бои на р. Бзуре с 15-го декабря по 24 декабря 1914 г. у м. Суха и с. Жилин».
Далее Данилевич прошёл ускоренные курсы лётчиков-наблюдателей и 30 мая 1916 года был зачислен в 28-й корпусной авиаотряд. Приказом по Особой армии от 31 августа 1916 года Данилевич был награждён орденом св. Анны 3-й степени с мечами и бантом «за воздушные бои и разведки произведённые им с явной опасностью для жизни и при исключительно трудных и неравных условиях борьбы с немецкими аппаратами 26, 27 и 30 июня 1916 г.». 17 декабря того же года он получил орден св. Станислава 3-й степени с мечами и бантом «за разведку под огнём противника в районе понтонного моста у г. Вышкова в первой половине 1915 г.».
17 августа 1916 года Данилевич вместе с поручиком Тихомировым был сбит в воздушном бою. Самолёт упал с высоты 1000 метров на нейтральной полосе между русскими и немецкими окопами, оба лётчика погибли. Был похоронен в Киеве. Приказом по армии и флоту от 2 апреля 1917 году Данилевич посмертно был награждён Георгиевским оружием
За то, что в воздушном бою 17-го августа 1916 г., усмотрев что производящий фотографические снимки другой наш аппарат подвергся нападению 2-х быстроходных германских аппаратов, отважно атаковал вместе с лётчиком, с целью выручить своего товарища, при этом в происшедшем воздушном бою им удалось отвлечь на себя немецкий аппарат, подбить один из них, но сами они геройски погибли.